# Akira Ōba
Akira Ōba (japanisch 大場 啓 Ōba Akira; * 22. April 1976 in der Präfektur Fukuoka) ist ein ehemaliger japanischer Fußballspieler.

## Karriere
Ōba erlernte das Fußballspielen in der Schulmannschaft der Chikuyo Gakuen High School. Seinen ersten Vertrag unterschrieb er 1996 bei Otsuka Pharmaceutical (heute: Tokushima Vortis). Der Verein spielte in der zweithöchsten Liga des Landes, der Japan Football League. 2004 wurde er mit dem Verein Meister der Japan Football League und stieg in die J2 League auf. Ende 2006 beendete er seine Karriere als Fußballspieler.